# Juliánov

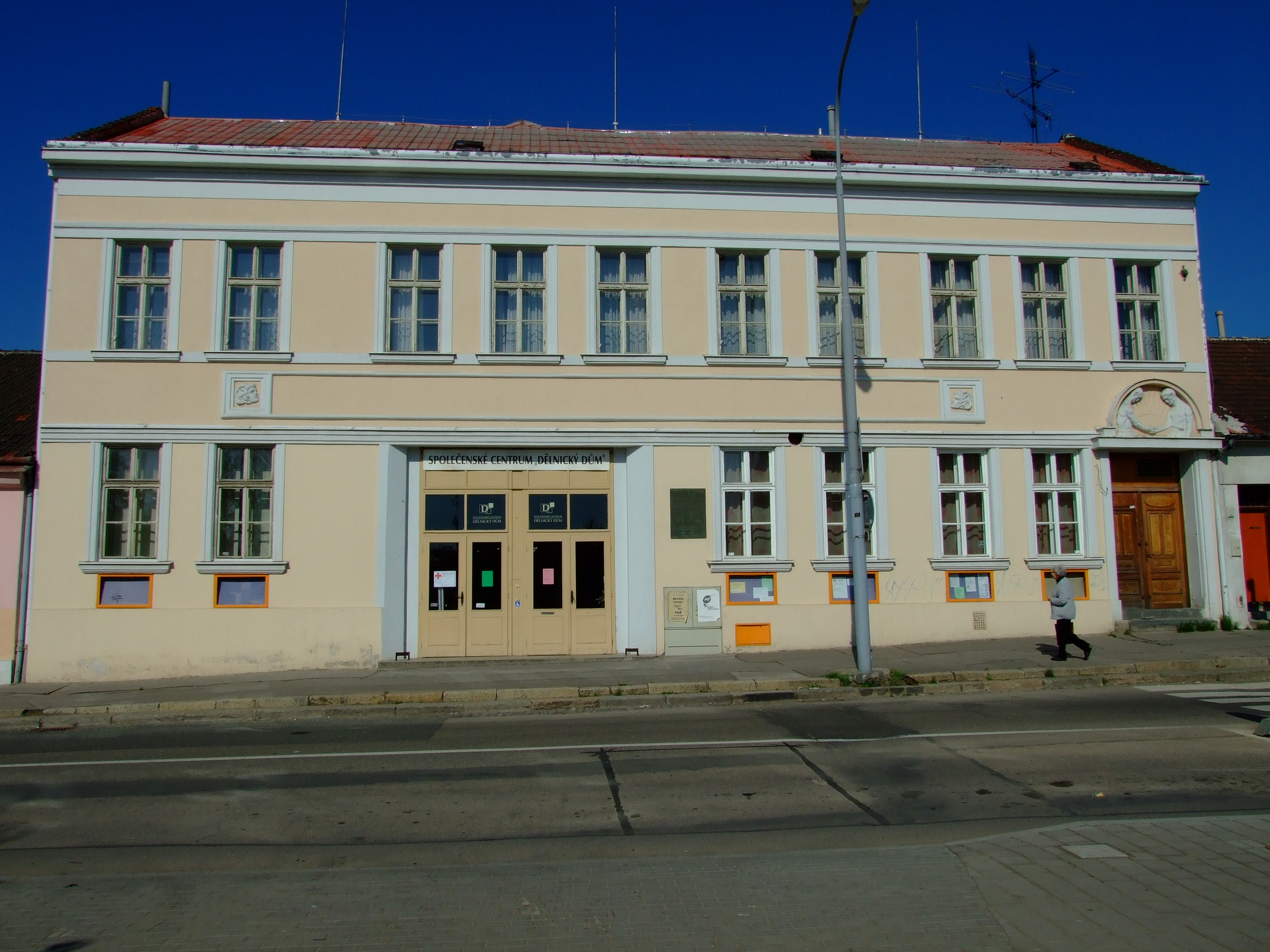
Dělnický dům v Juliánově

Juliánov (německy Julienfeld), v letech 1952–1991 Hybešova čtvrť, je čtvrť a bývalá obec na katastrálním území Židenice, nyní součást města Brna v rámci městské části Brno-Židenice. Pod Juliánov dříve spadala jako exkláva i zástavba na dnešním Baarově nábřeží, které je nyní součástí městské části Brno-Maloměřice a Obřany.

## Historie
Dědina pod Bílou horou byla založena v roce 1789 na území, které vzniklo při raabizaci rozparcelováním pozemků černovického dvora na panství zábrdovického kláštera roku 1786. Německé jméno vsi Julienfeld bylo odvozeno od Juliany, dcery majitele dvora, který Juliánov založil. Roku 1849 se vesnice, která se od svého založení nacházela na židenickém katastru, stala součástí Židenic jako jejich osada. Samostatnou obcí se Juliánov stal v roce 1867. Na konci 19. století se obec stala centrem dělnického hnutí, v roce 1896 zde byl založen spolek Dělnický dům, přičemž samostatná budova byla otevřena o rok později. Juliánov byl samostatnou obcí do roku 1919, kdy se 16. dubna stal součástí tzv. Velkého Brna. Až do roku 1952 byl jeho osadou, zřejmě toho roku byl sloučen s osadou Židenice. Ve druhé polovině 60. let 20. století byla juliánovská ulice Baarovo nábřeží (územně nesouvisející s vlastním Juliánovem a nacházející se na severu původního katastru Židenic na břehu Svitavy) překatastrována k Maloměřicím. V letech 1952–1991 se používalo pro oblast Juliánova pomístní jméno Hybešova čtvrť, od roku 1991 se opět jedná o místní část Juliánov.

## Urbanistický vývoj
Původně se jednalo o oboustrannou ulicovku nacházející se jižně od Židenic. Jejím jádrem byla současná ulice Vančurova, rovnoběžná se starou cestou z Brna do Křtin (ulice Táborská), doprostřed níž kolmo ústila cesta ze Židenic (ulice Gajdošova). V roce 1826 existovala také řada domků na východní straně cesty Židenice – Slatina (dnešní ulice Bělohorská). Roku 1828 postihl ves velký požár. Ve druhé čtvrtině 19. století nicméně Juliánov zaznamenal velký růst, neboť počet jeho domů se zdvojnásobil. Roku 1852 byl jižně od vsi založen židovský hřbitov. Dalšího růstu se Juliánov dočkal po svém osamostatnění v roce 1867, kdy do 90. let 19. století bylo postaveno dalších téměř 50 domů, které postupně ze severu a jihu obehnaly původní ulicovku. Jádro obce tak tehdy tvořily tři paralelní ulice (dnes Jílkova, Vančurova, Táborská), nová výstavba poté pokračovala v okolí a postupně srostla s Židenicemi, jejichž součástí se Juliánov stal zřejmě v roce 1952.
V letech 1960–1965 bylo jihovýchodně od stávající zástavby Juliánova postaveno podle projektu Pavla Krchňáka jedno z prvních brněnských panelových sídlišť, s centrem na Juliánovském náměstí. V 80. letech 20. století byl skrz Juliánov severojižně proražen brněnský Velký městský okruh, ve stopě ulic Gajdošova a Otakara Ševčíka; při této stavbě byla demolována východní fronta domů těchto ulic a přilehlé domy ulic kolmo navazujících. Tím byla čtvrť funkčně rozpůlena na západní a východní část, uliční rastr byl ale jinak zachován (na rozdíl od vlastních Židenic, jejichž centrum bylo radikálně přestavěno).

## Doprava
Juliánov je obsluhován zejména tramvajovou linkou 9, vedené ze smyčky Čertova rokle (Lesná) přes náměstí Svobody do smyčky Juliánov (poblíž polikliniky). Mezi lety 2018–2021 byla do smyčky místo linky 9 odkloněna linka 12 z důvodu rekonstrukce ulic Dornych a Plotní v Trnité a Komárově. Po jižním okraji čtvrtě dále projíždějí linka 8 ve směru Líšeň, Mifkova, v opačném směru do uzlu Nemocnice Bohunice, a linka 10 ve směru Stránská skála (vybrané spoje z/do smyčky Novolíšeňská), v opačném směru do smyčky Vozovna Komín.
Dále jsou zde vedeny autobusové linky z uzlu Stará osada směrem do Vinohrad a Líšně (55, 58, 78), Slatiny (75), a také celoměstské okružní linky 44 a 84. Hlavním uzlem MHD ve východní části Juliánova je zastávka Dělnický dům, v západní části jde o zastávku Geislerova. Západní část Juliánova je dále obsloužena autobusovou linkou 64 směr Chrlice, v opačném směru do zastávky Červený písek (Maloměřice).
Noční dopravu zajišťují autobusové linky N89 (Letiště Tuřany – U Luhu), N97 (Líšeň, hřbitov – Jírovcova) a N98 (Mariánské údolí – Bartolomějská).

## Rodáci
- Otmar Kučera (1914–1995), velitel 313. československé stíhací perutě RAF, letecké eso